# بني سويف الجديدة
بني سويف الجديدة هي مدينة مصرية جديدة من مدن الجيل الثاني، تقع في محافظة بني سويف، وتتبع إداريًّا لهيئة المجتمعات العمرانية الجديدة، أنشئت بقرار رئيس مجلس الوزراء المصري رقم 643 لسنة 1986، تقع شرق نهر النيل، وترتفع عن سطح البحر 55 متر، وتتوسط المسافة بين مدينتي القاهرة والمنيا، حيث تبعد عن مدينة القاهرة 124 كم، وعن مدينة المنيا 123 كم، وعن مدينة الفيوم 60 كم، وعن البحر الأحمر 162 كم، ومن معالم تلك المدينة الجامع الكبير، وتنقسم إلى خمسة أحياء، ويبلغ عدد سكانها حسب إحصائيات سنة 2022 حوالي 150 ألف نسمة.

## المخطط العام
تبلغ المساحة الإجمالية للمدينة 25135 فدان مقسمة كالتالي:
- مساحة 9897 فدان كتلة سكنية مقسمة إلى خمسة أحياء سكنية.
- مساحة 8886 فدان مناطق تجارية وخدمية.
- مساحة 6351 فدان مناطق صناعية.

## الخدمات

### التعليم
تضم مدينة بني سويف الجديدة العديد من المنشآت التعليمية من أهمها:
- جامعة بني سويف الأهلية هي جامعة أهلية لا تبغي الربح وتهدف لإنشاء كليات وبرامج بينية غير نمطية منتقاة بحيث تتماشى مع طبيعة المجتمع السويفي بثرواته الزراعية والصناعية لتخريج جيل قادر على المنافسة وتوجد بمجمع 330 فدان بشرق النيل في بني سويف الجديدة، مصر.[3]
- جامعة النهضة.

## البنية التحتية

### الطرق والمواصلات
تبلغ طول شبكة الطرق بالمدينة حوالي 277 كم.

### مياه الشرب والصرف الصحي
- تضم المدينة محطة تنقية مياه الشرب بطاقة 104 ألف متر مكعب/ يوم، وتبلغ طول شبكات المياه حوالي 330 كم.
- تضم المدينة محطة معالجة مياه الصرف الصحي بطاقة 52 ألف متر مكعب / يوم ملحق بها محطتي رفع مياه، وتبلغ طول شكات مياه الصرف الصحي حوالي 275 كم.[2]